# کلاوجیا هایا
کلاوجیا هایا (پرتغالی برزیلی: Cláudia Raia؛ زادهٔ ۲۳ دسامبر ۱۹۶۶) بازیگر، خواننده، رقصنده و تهیه‌کننده اهل برزیل است.
از فیلم‌ها یا مجموعه‌های تلویزیونی که وی در آن‌ها نقش داشته‌است، می‌توان به پیمان ددمنشانه: قتل دانیلا پریس اشاره نمود.